# 1424 en santé et médecine
| Années de la santé et de la médecine : 1421 - 1422 - 1423 - 1424 - 1425 - 1426 - 1427    |
| Décennies de la santé et de la médecine : 1390 - 1400 - 1410 - 1420 - 1430 - 1440 - 1450 |

Cet article présente les faits marquants de l'année 1424 en santé et médecine.

## Événements
- 23 juillet : charte de fondation à Cuéllar en Castille, par Gómez González, d'un hôpital dédié aux « pauvres honteux[1] » et placé sous l'invocation de sainte Marie-Madeleine (Hospital de Santa María Magdalena (es)[2],[3]).
- 4 novembre : le prévôt de Paris revient sur son arrêté de l'année 1423 précédente, par où il interdisait aux barbiers l'exercice de la chirurgie[4].
- La faculté de médecine de Gray, fondée en 1287 en Franche-Comté par Othon IV, comte palatin de Bourgogne, est transférée à l'université de Dole qui vient d'être créée en 1422 par Philippe le Bon[5].
- À Bruxelles, en Flandre, un acte soumet l'exercice de la médecine à un examen dont le jury inclut tous les médecins titulaires d'un grade universitaire, le chirurgien officiel de la ville et les barbiers les plus notoires[6].
- Fondation par Richard Whittington d'une maison d'aumône destinée à recevoir treize pauvres citoyens de Londres et  qui persistera jusqu'au XVIIIe siècle au lieu-même de sa fondation[7].
- L'hôpital Paquay ou Saint-Séverin est attesté à Liège, sur la route de la Hesbaye, pour « accueillir les pauvres errants, les pèlerins et assurer le gîte et certaines distributions de vivres aux pauvres de la paroisse[8] ».
- Vers 1424 : fondation probable, par l'évêque William Heyworth (en) de la maison d'aumône qui est à l'origine de l'actuel Dr Milley's Hospital (en)) de Lichfield dans le comté de Stafford en Angleterre[9].

- 1422-1424 : fondation à Grenoble par l'évêque Aymon Ier de Chissé de l'hôpital Notre-Dame, futur hôpital général de la ville[10].

## Publication
- Gilbert Kymer (en) († 1463), médecin anglais, professeur à Oxford, au service de Humphrey de Lancastre, puis des rois Henri VI et Édouard IV, publie son Dietarium de sanitatis custodia, régime de santé « entièrement consacré à la seule diététique conservative[11] ».

## Personnalités
- 1414-1424 : fl. Aymar Rey, Amalvin de Saint-Martin et Estève Deu Mas, maîtres barbiers à Bordeaux[12].
- 1424-1446 : fl. Étienne Manissier, barbier, à Lyon, plusieurs fois « élu maître du métier[12]. ».

## Naissance
- Antonio Torriani (ou della Torre) da L'Aquila (mort en 1494), médecin padouan entré en religion et béatifié par l'Église catholique[13].